# فولتا كاتالونيا 1927
فولتا كاتالونيا 1927 (بالإسبانية: Volta a Cataluña 1927)‏ هو سباق دراجات هوائية، وهو الموسم رقم 9 من السباق، وأقيم خلال الفترة 28 أغسطس 1927، وحتى 4 سبتمبر 1927.
فاز فيه بالمركز الأول  فيكتور فونتان، وبالمركز الثاني  ماريانو كاناردو، وبالمركز الثالث  Georges Cuvelier ‏.

## الفائزون
| الترتيب | الفائز            |
| ------- | ----------------- |
| الفائز  | فيكتور فونتان     |
| الثاني  | ماريانو كاناردو   |
| الثالث  | Georges Cuvelier ‏ |